# Juin en droit
| ← Juin → |    |    |    |    |    |    |
| 1er      | 2  | 3  | 4  | 5  | 6  | 7  |
| 8        | 9  | 10 | 11 | 12 | 13 | 14 |
| 15       | 16 | 17 | 18 | 19 | 20 | 21 |
| 22       | 23 | 24 | 25 | 26 | 27 | 28 |
| 29       | 30 |    |    |    |    |    |

## 1erjuin
- 1794 : Frédéric-Guillaume II décrète l'application de l’Allgemeines Landrecht sur tous les territoires prussiens, hormis les villes.
- 1959 : promulgation de la Constitution de la Tunisie.
- 2010 : entrée en vigueur du protocole no 14 à la convention européenne des droits de l'homme modifiant le procédure de la Cour. (lire la Convention consolidée).

## 4 juin
- 1960 : première révision de la Constitution de la Cinquième République française sur l'indépendance des états africains membres de la Communauté.

## 5 juin
- 1832, Royaume de Belgique : adoption d'une loi monétaire en Belgique mettant en place une nouvelle monnaie, le franc belge.

## 7 juin
- 1832, Royaume de Grande-Bretagne : le Reform Act[1] adopté par la Chambre des lords étend le droit de vote à la classe moyenne britannique masculine.

## 8 juin
- 1815 : adoption de l'Acte confédéral allemand (Deutsche Bundesakte), Constitution de la Confédération germanique lors du congrès de Vienne. Il sera complété par l’acte final du Congrès conclu le 25 novembre 1819 et entré en vigueur le 8 juin 1820.
- 1820 : entrée en vigueur de l’acte final du congrès de Vienne.

## 15 juin
- 1896 : Loi sur les règlements d'atelier en Belgique qui instaure un contrôle des conditions d’emploi et de licenciement, ainsi que des règles de sécurité et d’hygiène au travail, pour toutes les entreprises commerciales ou industrielles à partir d'un seuil de 10 ouvriers.
- 2012 : entrée en vigueur de la loi permettant le mariage entre personnes de même sexe au Danemark.

## 24 juin
- 1939 : en France, le président du Conseil Édouard Daladier promulgue un décret-loi abolissant les exécutions capitales publiques.

## 26 juin
- 1959 : en France, le Conseil d'État affirme la valeur constitutionnelle des principes généraux du droit (CE, Sect., 26 juin 1959, Syndicat général des ingénieurs-conseils).

## 28 juin
- 1919 : signature du Traité de Versailles au château de Versailles.

## 29 juin
- 1820 : en France, promulgation de la Loi du double vote.